# Trolejbusy w Giumri
Trolejbusy w Giumri − zlikwidowany system komunikacji trolejbusowej w armeńskim mieście Giumri.

## Historia
Trolejbusy w Giumri uruchomiono 29 listopada 1962. W ostatnich latach w mieście istniała jedna linia trolejbusowa. System zlikwidowano w 2005.

## Tabor
W Giumri eksploatowano trolejbusy Škoda 14Tr w liczbie 4 sztuk.